# 蒂拉科柳山
16°12′9″S 68°18′53″W / 16.20250°S 68.31472°W
蒂拉科柳山（Tira Qullu），是玻利維亞的山峰，位於該國西部拉巴斯省的洛斯安地斯省，處於哈查希皮納山西南面，西面是索拉科塔湖和泰皮查卡科塔湖，東面是胡里庫塔湖，屬於安第斯山脈中玻利維亞瑞阿爾山脈的一部分，海拔高度4,832米。